# Kanton Poitiers-7
Kanton Poitiers-7 (fr. Canton de Poitiers-7) je francouzský kanton v departementu Vienne v regionu Poitou-Charentes. Skládá se z části města Poitiers a dalších dvou obcí.

## Obce kantonu
- Chasseneuil-du-Poitou
- Montamisé
- Poitiers